# Asymbolus submaculatus
Asymbolus submaculatus е вид пилозъба акула от семейство Scyliorhinidae. Видът не е застрашен от изчезване.

## Разпространение и местообитание
Разпространен е в Западна Австралия.
Среща се на дълбочина от 30 до 196,5 m, при температура на водата от 14 до 14,6 °C и соленост 35,3 – 35,4 ‰.

## Описание
На дължина достигат до 43,8 cm.